# Bandikutratten
Die Bandikutratten (Bandicota) sind eine Gattung sehr großer, rattenähnlicher Nagetiere des südlichen und östlichen Asiens. Wegen ihrer grabenden Lebensweise sind sie auch als „Maulwurfsratten“ bekannt; dieser Name wird allerdings auf zahlreiche andere Nagetiere auch angewandt. 
Bandikutratten dürfen nicht mit Bandikuts (Nasenbeutlern), einer Gruppe von Beuteltieren, verwechselt werden. Ursprünglich wurden allerdings die Bandikutratten als Bandikuts bezeichnet und die heute als Bandikuts bezeichneten Tiere dann später nach jenen benannt.
Es werden drei Arten unterschieden:
- Die Große oder Echte Bandikutratte (Bandicota indica) ist in Süd- und Südostasien verbreitet, auf manchen Inseln wie Java oder Taiwan wurde die Art eingeführt.
- Die Kleine Bandikutratte, auch Indische Maulwurfsratte oder Indische Pestratte genannt, (Bandicota bengalensis) lebt auf dem indischen Subkontinent und Myanmar. Mancherorts in Südostasien wurde die Art eingeführt.
- Die Savile-Bandikutratte (Bandicota savilei) bewohnt das nördliche Südostasien.

Die Kleine Bandikutratte wird gelegentlich in eine eigene Gattung Gunomys gestellt. Die sehr ausgedehnten Verbreitungsgebiete der beiden erstgenannten Arten kamen wohl durch die Bindung der Tiere als Kulturfolger an den Menschen zustande.
Mit einer Kopfrumpflänge von bis zu 36 Zentimetern und 28 Zentimeter Schwanz ist die Große Bandikutratte deutlich größer als eine Wanderratte. Das Gewicht liegt im Durchschnitt bei 550 Gramm, kann aber in Extremfällen eineinhalb Kilogramm erreichen. Die Kleine Bandikutratte ist mit 20 Zentimetern plus 15 Zentimetern Schwanz deutlich kleiner. In Farbe, Haarlänge und Haarbeschaffenheit gibt es bei beiden Arten eine große Variabilität. Es gibt graue, braune und fast schwarze Tiere, ebenso gibt es Bandikutratten mit weichem und solche mit borstigem Fell.
Das ursprüngliche Habitat der Bandikutratten ist tropischer Regenwald. Allerdings sind die Große und die Kleine Bandikutratte als Kulturfolger den Menschen in Dörfer und Städte gefolgt. Sie graben einen Bau mit mehreren Eingängen, die an einer Maulwurfshügel-ähnlichen Erhöhung erkennbar sind. Die Baue reichen bis zu 60 cm tief und umfassen mehrere Kammern, die der Fortpflanzung und der Lagerung von Nahrung dienen. Sie werden gern in Reisfeldern angelegt, wo die Tiere sich dann oft schwimmend fortbewegen. Man findet sie aber auch in indischen Städten entlang von Straßen sowie in Hinterhöfen.
Die Kleine und die Große Bandikutratte sind in den Städten ihres Verbreitungsgebiets als Schädlinge gefürchtet und erlangen ortsweise eine ähnliche Bedeutung wie die Hausratte und die Wanderratte. Laut IUCN ist keine der Arten bedroht. Die Bandikutratten waren oder sind an der Übertragung der Pest und anderer Krankheiten beteiligt.
Systematisch werden die Bandikutratten in die Rattus-Gruppe eingeordnet, sind also nahe mit den Ratten verwandt.